# Amtsgericht Kitzingen
Das Amtsgericht Kitzingen ist eines von 73 Amtsgerichten in Bayern und ein Gericht der ordentlichen Gerichtsbarkeit mit Sitz in der Stadt Kitzingen.

## Zuständigkeitsbereich und Instanzenzug
Das Amtsgericht Kitzingen ist örtlich für den Landkreis Kitzingen zuständig. In Register-, Insolvenz- und Zwangsversteigerungssachen ist das Amtsgericht Würzburg für den Amtsgerichtsbezirk Kitzingen zuständig. Die nächsthöheren Instanzen sind der Reihenfolge nach das Landgericht Würzburg, das Oberlandesgericht Bamberg und der Bundesgerichtshof.

## Geschichte
Anlässlich der Einführung des Gerichtsverfassungsgesetzes am 1. Oktober 1879 wurde in der Stadt Kitzingen ein Amtsgericht errichtet, dessen Sprengel aus der Stadt Kitzingen, dem Landgerichtsbezirk Kitzingen mit den damaligen Gemeinden Biebelried, Buchbrunn, Fröhstockheim, Großlangheim, Haidt, Hoheim, Hohenfeld, Kaltensondheim, Kleinlangheim, Mainbernheim, Marktsteft, Michelfeld, Repperndorf, Rödelsee, Sickershausen, Sulzfeld am Main, Westheim und Willanzheim sowie der vorher zum Landgerichtsbezirk Wiesentheid zählenden Ortschaft Wiesenbronn gebildet wurde.
Infolge der Aufhebung des Amtsgerichts Wiesentheid am 1. April 1925 erweiterte sich der Kitzinger Gerichtssprengel um die damaligen Gemeinden Abtswind, Atzhausen, Castell, Feuerbach, Greuth, Rehweiler, Rüdenhausen, Wiesentheid und Wüstenfelden. Am 1. April 1926 konnte ebenso der bis dahin zum Amtsgericht Dettelbach gehörige Ort Albertshofen eingegliedert werden. Durch die Auflösung des Amtsgerichts Marktbreit mit Wirkung vom 1. Juli 1932 konnten dazu die Orte Herrnsheim und Hüttenheim zugelegt werden. Und mit der kriegsbedingt im Jahre 1943 erfolgten Stilllegung des Amtsgerichts Dettelbach vergrößerte sich der Amtsgerichtsbezirk Kitzingen noch um Bibergau, Brück, Dettelbach, Dipbach, Effeldorf, Euerfeld, Gerlachshausen, Hörblach, Mainsondheim, Mainstockheim, Münsterschwarzach, Neuses am Berg, Neusetz, Oberpleichfeld, Prosselsheim, Püssensheim, Schernau, Schnepfenbach, Schwarzenau und Stadtschwarzach.
Seit Inkrafttreten des Gesetzes über die Organisation der ordentlichen Gerichte im Freistaat Bayern (GerOrgG) am 1. Juli 1973 umfasst der Amtsgerichtsbezirk Kitzingen das Gebiet des erweiterten Landkreises Kitzingen. Dabei erweiterte sich der Amtsgerichtsbezirk Kitzingen abschließend um die Orte
- Altenschönbach, Astheim, Bimbach, Brünnau, Dimbach, Düllstadt, Ebersbrunn, Eichfeld, Escherndorf, Fahr, Gaibach, Geesdorf, Järkendorf, Kirchschönbach, Köhler, Krautheim, Laub, Neudorf, Neuses am Sand, Nordheim am Main, Obervolkach, Prichsenstadt, Reupelsdorf, Rimbach, Sommerach, Stadelschwarzach, Untersambach und Volkach vom aufgehobenen Amtsgericht Gerolzhofen,
- Birklingen, Dornheim, Einersheim, Füttersee, Geiselwind, Gräfenneuses, Haag, Hellmitzheim, Holzberndorf, Iphofen, Langenberg, Mönchsondheim, Nenzenheim, Possenheim und Wasserberndorf vom vorherigen Amtsgericht Scheinfeld,
- Bullenheim, Gnötzheim und Unterickelsheim vom aufgelösten Amtsgericht Uffenheim,

während die Ortschaften Dipbach, Oberpleichfeld und Prosselsheim als nunmehriger Teil des Landkreises Würzburg an den Bezirk des Amtsgerichts Würzburg abgegeben wurden.

## Gerichtsgebäude
Das Gerichtsgebäude befindet sich an der Friedenstrasse 3 a.